# Wüstensaal
Wüstensaal ist ein Gemeindeteil der Stadt Münchberg im Landkreis Hof (Oberfranken, Bayern). Wüstensaal liegt in der Gemarkung Meierhof bei Münchberg.

## Geografie
Unmittelbar östlich des Weilers gibt es eine Weiherkette, die teilweise im Schwarzholz liegen. Eine Anliegerstraße führt an Bug vorbei nach Meierhof (0,9 km südlich).

## Geschichte
1361 verkaufte Hans von Sparneck u. a. das zu diesem Zeitpunkt wüst gefallene Dorf Wüstensaal an Konrad von von Neuberg zu Asch mit Vorbehalt des Rückkaufs. 1399 gelangte Wüstensaal an die Burggrafschaft Nürnberg.
Von 1797 bis 1810 unterstand Wüstensaal dem Justiz- und Kammeramt Münchberg. Infolge des Ersten Gemeindeedikts wurde Wüstensaal dem 1812 gebildeten Steuerdistrikt Meierhof und der zugleich entstandenen die Ruralgemeinde Meierhof zugewiesen. Im Zuge der Gebietsreform in Bayern wurde Wüstensaal am 1. Mai 1978 nach Münchberg eingemeindet.

### Ehemalige Baudenkmäler
- Haus Nr. 23: Wohnstallbau des 18. Jahrhunderts mit Frackdach, Erdgeschoss massiv, Obergeschoss verschalt.[9]
- Haus Nr. 24: Wohnstallbau mit Frackdach, der Scheitelstein der Wohnungstür bezeichnet „JES“, derjenige der Stalltür „1797“. Giebel verschalt, Strohdeckung auf der Westseite zum Teil erhalten.[9]
- Haus Nr. 36: Wohnstallbau mit Frackdach, 18. Jahrhundert, Erdgeschoss massiv, Obergeschoss verschalt, die Strohdeckung 1960 erneuert.[9]

### Einwohnerentwicklung
| Jahr      | 1812  | 1819   | 1861   | 1871   | 1885   | 1900   | 1925   | 1950   | 1961   | 1970   | 1987  |
| Einwohner | *     | *      | 48     | 33     | 43     | 33     | 20     | 23     | 15     | 8      | 8     |
| Häuser    | *     |        |        |        | 5      | 5      | 4      | 4      | 4      |        | 4     |
| Quelle    | [ 7 ] | [ 11 ] | [ 12 ] | [ 13 ] | [ 14 ] | [ 15 ] | [ 16 ] | [ 17 ] | [ 18 ] | [ 19 ] | [ 1 ] |

## Religion
Wüstensaal ist bis heute nach St. Peter und Paul (Münchberg) gepfarrt und seit der Reformation evangelisch-lutherisch geprägt.